# Juliusz Florus
Iulius Florus (zm. 21 n.e.) – galijski arystokrata z plemienia Trewerów, który otrzymał obywatelstwo rzymskie. Razem z Juliuszem Sakrowirem jeden z przywódców powstania antyrzymskiego w Galii w 21 n.e.
Powodem do powstania były zbyt duże ciężary podatkowe nałożone na Galów, a sprzyjającym momentem śmierć Germanika w 19 n.e. Florus miał podburzać Belgów. Próbował przeciągnąć na swoją stronę oddział jazdy rekrutującej się spośród Trewerów. Legiony pod wodzą legata Acyliusza Awioli, Wizeliusza Warrona legata Germanii Dolnej i Gajusza Syliusza legata Germanii Górnej wysłane do stłumienia powstania szybko uporały się ze zbuntowanymi plemionami. Sam Florus w obliczu klęski popełnił samobójstwo. W walce z Florusem brał udział oddział Juliusza Indusa, również pochodzącego z plemienia Trewerów. Według Tacyta Indus miał być poróżniony z Florusem i dlatego tym chętniej przyłączył się do tłumienia powstania.
Łuk triumfalny w Arauzjonie (obecnie Orange w południowej Francji) datowany na czasy Tyberiusza został zapewne wzniesiony dla uczczenia zwycięstwa nad Florusem i Sakrowirem.